# Mathias Neuner
Mathias Neuner (* 13. Juni 1966 in Landsberg am Lech) ist ein deutscher Kommunalpolitiker (CSU).

## Werdegang
Neuner besuchte von 1972 bis 1976 die Grundschule am Spitalplatz, dann von 1976 bis 1982 das Ignaz-Kögler-Gymnasium in Landsberg und schließlich die Fachoberschule in Kaufbeuren. Nach der Fachhochschulreife studierte er zwischen 1984 und 1989 Bauingenieurwesen an der Fachhochschule München. An der gleichen Hochschule folgte zwischen 1989 und 1992 ein Studium des Wirtschaftsingenieurwesens. 1995 machte er sich mit einem Ingenieurbüro selbständig. Von 2007 an war er Geschäftsführer der Neuner Wohnbau und Immobilien GmbH. 
Im Frühjahr 2012 trat er zur Wahl des Oberbürgermeisters von Landsberg am Lech an und setzte sich in der Stichwahl am 25. März 2012 mit 51,4 % der Stimmen gegen den Mitbewerber der Grünen Ludwig Hartmann durch. Nach acht Jahren im Amt wurde Neuner bei den Kommunalwahlen 2020 in einer Stichwahl abgewählt. Er kam auf nur 33,19 % der Stimmen, während Doris Baumgartl (UBV) 66,81 % der Stimmen erhielt und zu seiner Nachfolgerin gewählt wurde.